# María (esposa de León III)
María (en griego: Μαρία; m. después de 718) fue la emperatriz consorte de León III de Bizancio.

## Emperatriz

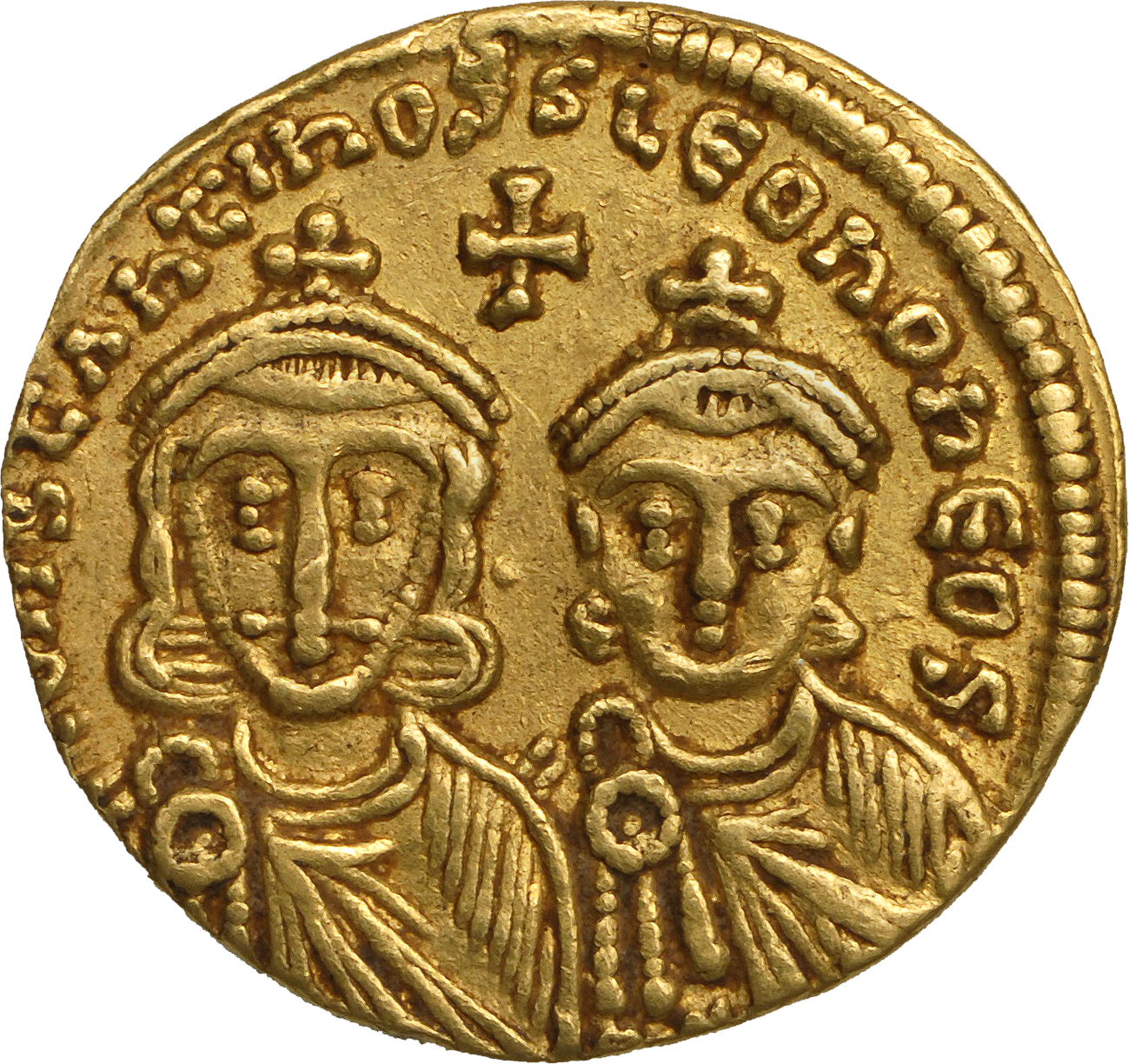
751-775, Constantinopla. Oro, 4,46 g, 20 mm.

El trono del Imperio bizantino era inestable a principios del 710. Justiniano II había sido usurpado y ejecutado de 711. A lo que siguió los breves reinados de Filípico (711–713), Anastasio II (713–715) y Teodosio III (715–717), todos ellos elevados al trono por facciones del ejército bizantino.
Una revuelta liderada por León, strategos del Thema Anatólico, y Artabasdo, strategos del Thema Armeniaco, depuso a Teodosio. El 25 de marzo de 717, León fue coronado emperador en Santa Sofía, siendo esta la primera mención a María en calidad de su consorte.
En julio de 718, Maria dio a luz a Constantino durante el Sitio de Constantinopla por Maslama ibn Abd al-Malik, un general del Califato Omeya. El asedio se rompió en agosto del mismo año se rompió el asedio y las fuerzas de los Omeya se marcharon. El 25 de agosto, el día en que el patriarca Germano I bautizó a Constantino, María recibió el título de Augusta. Constantino fue proclamado coemperador en agosto de 720.
León se mantuvo en el trono hasta su muerte el 18 de junio de 741; se desconoce si María le sobrevivió o por el contrario ya había fallecido para esta fecha.

## Hijos
María y León tuvieron cuatro hijos:
- Ana (c. 705 – después de 772).
- Constantino V[3][4] (julio de 718 – 14 de septiembre de 775).
- Irene.
- Cosmo.

El nombre y enterramiento de otras dos hijas es reflejado en el De Ceremoniis, por Constantino VII, pero no se sabe de otra fuente o prueba sobre ellas.